# Giovanni Battista Scaglia

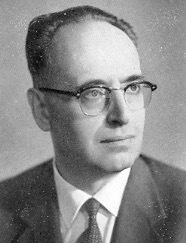
Giovanni Battista Scaglia

Giovanni Battista Scaglia (* 20. September 1910 in San Pellegrino Terme, Provinz Bergamo; † 16. Februar 2006 in Bergamo, Provinz Bergamo) war ein italienischer Politiker der Democrazia Cristiana (DC), der zwischen 1948 und 1972 Mitglied der Abgeordnetenkammer (Camera dei deputati) sowie zeitweise Minister war. Er war ferner von 1972 bis 1976 Mitglied des Senats (Senato della Repubblica). Neben seiner langjährigen politischen Laufbahn verfasste Scaglia verschiedene Fachbücher über Leben und Wirken von Persönlichkeiten wie Cesare Balbo und Niccolò Machiavelli.

## Leben
Giovanni Battista Scaglia absolvierte ein Studium, das er mit einem Laurea in lettere abschloss, und war danach als Lehrer tätig. Am 1. Juni 1948 wurde er in der ersten Legislaturperiode in der Provinz Brescia für die Democrazia Cristiana (DC) erstmals Mitglied der Abgeordnetenkammer (Camera dei deputati). In der zweiten Legislaturperiode war er zunächst zwischen dem 1. Juli 1953 und dem 19. Januar 1954 Sekretär des Auswärtigen Ausschusses (II Commissione (Affari Esteri)). Im Anschluss übernahm er sein erstes Regierungsamt und fungierte als Unterstaatssekretär im Ministerium für öffentlichen Unterricht (Sottosegretario alla Pubblica Istruzione) im Kabinett Fanfani I vom 19. Januar bis 10. Februar 1954, im Kabinett Scelba zwischen dem 11. Februar 1954 und dem 6. Juli 1955, im Kabinett Segni I vom 9. Juli 1955 bis zum 19. Mai 1957 sowie im Kabinett Zoli zwischen dem 23. Mai 1957 und dem 1. Juli 1958.
Auch in der darauf folgenden dritten Legislaturperiode war Scaglia zwischen dem 3. Juli 1959 und dem 15. Februar 1959 im Kabinett Fanfani II sowie vom 19. Februar bis zum 15. Dezember 1959 im Kabinett Segni II weiterhin Unterstaatssekretär im Ministerium für öffentlichen Unterricht. In der vierten Legislaturperiode fungierte er zwischen dem 22. Juli 1964 und dem 23. Februar 1966 im Kabinett Moro II sowie anschließend vom 23. Februar 1966 bis zum 24. Juni 1968 im Kabinett Moro III als Minister ohne Geschäftsbereich für die Beziehungen zum Parlament (Ministro senza portafoglio ai Rapporti con il Parlamento).
In der fünften Legislaturperiode fungierte Giovanni Battista Scaglia zwischen dem 24. Juni und dem 12. Dezember 1968 im Kabinett Leone II als Minister für öffentlichen Unterricht (Ministro della Pubblica Istruzione). Später bekleidete er im Kabinett Rumor II vom 5. August 1969 bis zum 27. März 1970 das Amt als Minister für Tourismus und Veranstaltungen (Ministro del Turismo e dello Spettacolo). In dieser Funktion eröffnete er die Alpinen Skiweltmeisterschaften 1970, die vom 7. bis 15. Februar 1970 in Gröden in Italien stattfand. Er war erneut zwischen dem 17. Februar und dem 26. Juni 1972 im Kabinett Andreotti I Minister für Tourismus und Veranstaltungen. Zuletzt war er in der sechsten Legislaturperiode vom 25. Mai 1972 bis zum 4. Juli 1976 Mitglied des Senats (Senato della Repubblica).

## Veröffentlichungen
Neben seiner langjährigen politischen Laufbahn verfasste Scaglia verschiedene Fachbücher über Leben und Wirken von Persönlichkeiten wie Cesare Balbo und Niccolò Machiavelli. Zu seinen Werken gehören:
- Cesare Balbo – Il Risorgimento nella prospettiva storica del „progresso cristiano“, Rom, Edizioni Studium, 1975
- Cesare Balbo – L’indipendenza d’Italia e l’avvenire della cristianità, Rom, Edizioni Studium, 1989
- Machiavelli. Passione e rischio della politica, Rom, Edizioni Studium, 1990